# 甲州勝沼の戦い
甲州勝沼の戦い（こうしゅうかつぬまのたたかい、慶応4年3月6日（グレゴリオ暦1868年3月29日）は、戊辰戦争における戦闘の一つである。柏尾の戦い、勝沼・柏尾の戦い、甲州戦争、甲州柏尾戦争とも呼ばれる。板垣退助の軍勢と近藤勇の軍勢との間で行われた戦闘。

## 合戦地の勝沼と甲斐国情勢
合戦地の甲斐国山梨郡勝沼（現・甲州市勝沼町）は甲府盆地の東端に位置する。一帯は農村であるものの、信濃国から甲府（現・甲府市）を経て江戸へ向かう甲州街道の勝沼宿が所在する宿場町で、交通の要衝であった。
甲州街道は江戸から郡内地方の山間部を経て甲府盆地（国中地方）へ至り、勝沼は盆地へ入った最初の地点に位置する。勝沼から郡内地方を越えれば武蔵国であり、新選組の幹部や隊士を多く輩出した多摩地方にも近い。
甲斐国は享保9年（1724年）に一国が幕府直轄領化され、甲府城（甲府市）には甲府勤番が配置され、在地には代官支配であった。甲斐に配置されている兵力は乏しく、天保7年（1836年）に発生した甲斐一国規模の天保騒動の際には勤番士三百数十人と各代官手付・手代50余りであった。

## 合戦までの背景

### 薩土討幕の密約
慶応3年（1867年）5月21日、中岡慎太郎の仲介を経て小松清廉邸で薩摩藩の西郷隆盛・吉井友実・小松清廉らと土佐藩の乾（板垣）退助・谷干城・毛利恭助・中岡慎太郎らが会談し、薩土討幕の密約（薩土密約）が結ばれた。翌日、乾退助は、薩摩藩と討幕の密約を結んだことを山内容堂へ報告。容堂は驚くが、乾退助が江戸築地の土佐藩邸に勤王派水戸浪士を匿っていることを告げられ、最早、駒は進んでいることを覚るやこれを了承。大坂でアルミニー銃300挺の買い付けを命じ、また乾退助に土佐藩の軍制近代化改革を命じ、来るべき時に備えるよう指示をした。

### 鳥羽・伏見の戦い
この薩土密約に基づき、同年12月28日、京都にいる西郷隆盛から土佐の乾退助あてに、「討幕の開戦近し」との伝令が出された。その予想どおり、明けて慶応4年（1868年）1月3日、鳥羽・伏見の戦いが勃発する。1月4日、土佐藩・山田平左衛門、吉松速之助、山地元治、北村長兵衛、二川元助らの部隊が薩土密約に基づき参戦。その後、錦の御旗が翻る。さらに1月7日、朝廷より「徳川慶喜追討」の勅が出され、これに対抗する勢力は「朝敵」であるとの公式な判断が下った。

## 合戦に向けた新政府側の動き

### 迅衝隊の結成

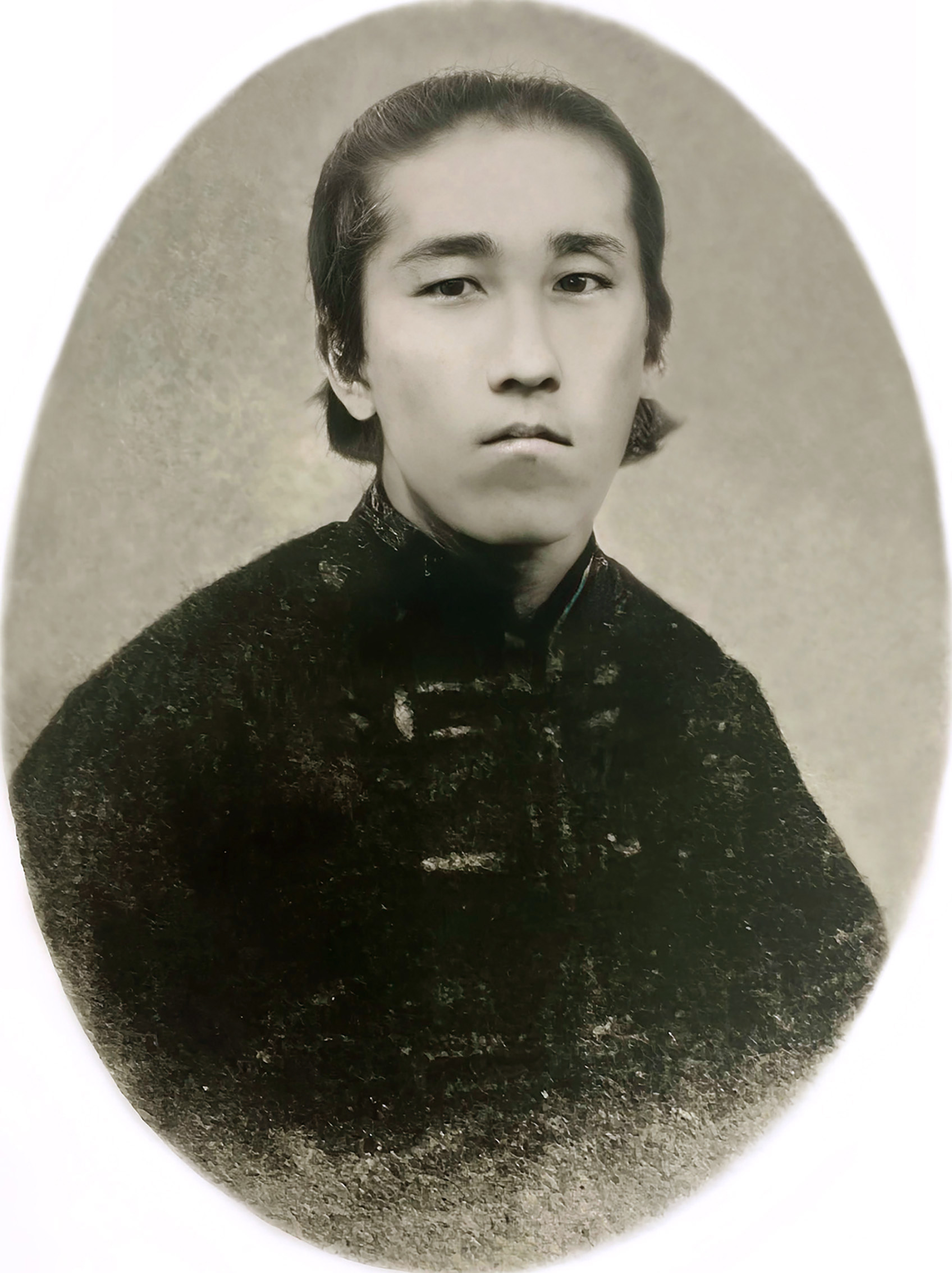
板垣退助（1870年頃撮影）

慶応4年1月6日、谷干城が早馬で土佐に到着し、京都において武力討幕戦が開始されたことを土佐藩庁に報告した。大政奉還が成って以降、武闘派の棟梁と警戒されて、藩軍の大司令（陸軍大将）の職を解かれ、さらにその他総ての役職を被免され失脚していた乾退助は、即日、失脚を解かれ藩軍の大司令に復職した。同日、乾退助は、谷干城の報告を受けて、薩土密約を履行すべく、土佐勤王党の流れをくむ隊士や、勤皇の志を持った諸士からなる迅衝隊を土佐で編成。
1月13日、迅衝隊は土佐城下致道館より出陣。その直後、「讃岐高松、伊予松山両藩及び天領川之江征討」の勅を拝し「錦の御旗」を授けられた。一同は皇威を畏み、正式に官軍としての命を奉じ、また、いよいよ坂本龍馬、中岡慎太郎らの仇討ちができると喜び勇んで進軍した。迅衝隊が高松、松山に到着すると両藩は朝敵となることを恐れて一戦も交える事なく降伏した為、無血開城となるが、その最中も京都からは佐幕派の土佐藩士らの妨害から進軍を阻止する伝令が出された。しかし情報を得て川路、陸路の食い違いから、阻止派の動向を巧みにかわして京都への上洛を果たす。

### 総督板垣退助の復姓
山内容堂は当初、鳥羽・伏見の戦いを私闘と見做し土佐藩士の参戦を制止したが、薩土密約に基づいて初戦から参戦した者が数多くおり、追討の勅が下った後は、もはや勤皇に尽すべしと意を決した。京都で在京の土佐藩士と合流した迅衝隊は、部隊を再編し軍事に精通した乾退助を大隊司令兼総督とする。退助はさらに朝廷より東山道先鋒総督府参謀に任ぜられ、2月14日京都を出発し東山道を進軍した。この京都を出発した日が乾退助の12代前の先祖・板垣信方の320年目の命日にあたる為、幕府直轄領である甲府城の掌握目前の美濃で、武運長久を祈念し「甲斐源氏の流れを汲む旧武田家家臣の板垣氏の末裔であることを示して甲斐国民衆の支持を得よ」との岩倉具定等の助言を得て、板垣氏に姓を復した。

### 甲府城への入城
3月1日（太陽暦3月24日）、東山道（現・中山道）を進む東山道先鋒総督府軍は、下諏訪で本隊と別働隊に分かれ、本隊は伊地知正治が率いてそのまま中山道を進み、板垣退助の率いる別働隊（迅衝隊）は、案内役の高島藩一箇小隊を先頭に、因州鳥取藩兵と共に甲州街道を進撃し、幕府の直轄領であった甲府を目差す。甲府城入城が戦いの勝敗を決すると考えた板垣退助は、「江戸-甲府」と「大垣-甲府」までの距離から東山道先鋒総督軍側の圧倒的不利を計算した上で、急ぎに急ぎ、あるいは駆け足で進軍。土佐迅衝隊（約100人）と、因幡鳥取藩兵（約300人）らと共に、3月5日（太陽暦3月28日）、甲府城入城を果した。

## 合戦に向けた旧幕府側の動き

### 鎮撫隊の結成

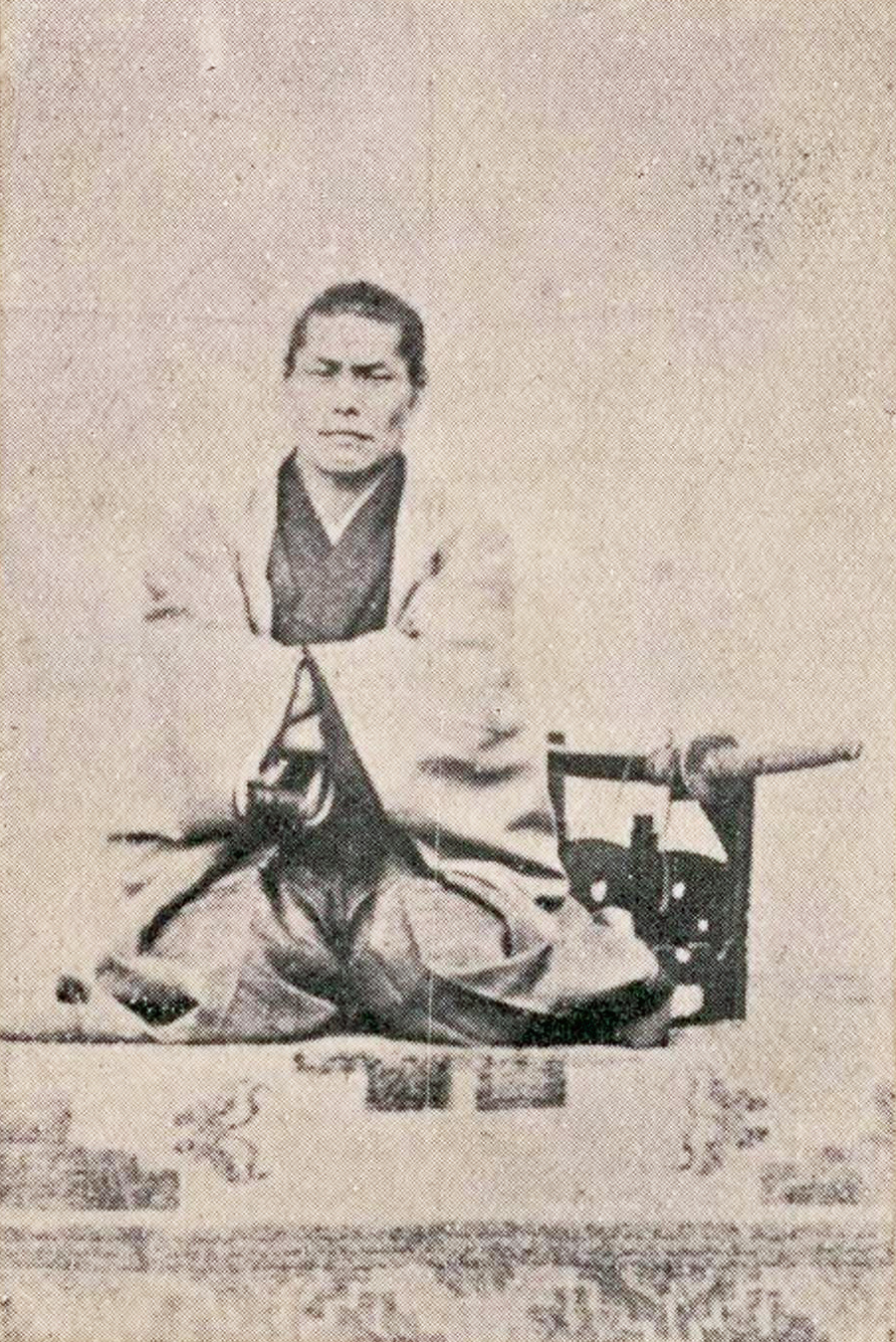
近藤勇（1866年）

鳥羽・伏見の戦いに敗れて江戸に戻った新選組の近藤勇は徳川慶喜に甲府城支配を一任してもらうよう願い出た。その時期について永倉新八は「江戸到着早々」としており、その意図については「甲州城を自分の力で手に入れここに慶喜を移さうとする計画を立ててゐた」としている。また、当時、陸軍総裁（1月23日から2月25日まで。同日、陸軍総裁のお役御免を申し出て認められるものの、新たに軍事取扱を命じられているので、引き続き軍事部門の責任者だったことには変わりない）の要職にあった勝海舟は明治17年に編んだ『解難録』で「伏見の変一敗して皆東帰し近藤土方其徒を率ゐ帰り再戦を乞ひ大に其徒を集む」として近藤らが「再戦」を目論んでいたとした上で甲府出兵についても「陽に恭順を表し陰に一戦を含み去て甲府に行く」と新政府軍との「一戦」を期してのものだったという見方を示している。
ただし、こうした勝の近藤らにすべての責任を押し付けるような言い草には疑問を呈する向きもある。石井孝は『維新の内乱』で「徳川政権の陸軍総裁勝が近藤・土方・古屋らの脱走を公認したのは、厄介払いの政策からでたものとされているが、兵士や兵器まで供給し、あるいは職名を与え任地まで指定したのは、念が入りすぎている。そこで勝の脱走公認政策は、たんに消極的な厄介払いにとどまるのではなく、かれらを放ってゲリラ戦をやらせ、政府軍との交渉を有利にみちびこうとする底意があったのではなかろうか」と記しており、勝が近藤らの意図を十分に分った上であえて甲府への出兵を認めたとしている。
いずれにしても、京都の新政府では板垣退助を東山道先鋒総督府参謀に任じ、2月14日には京都を出発し進軍を開始していた。一刻の猶予も許されない状況にあって徳川家の意思決定は遅れた。近藤に正式に「甲府鎮撫」の命が下ったのは2月28日のことだった。しかし、それからの動きは速く、3月1日には江戸城鍛冶橋屋敷を出陣。陣容は新選組（約70人）と若干の会津・彦根藩士、そして弾内記の配下によって編成された銃隊（約100人）などからなる総勢200人足らずの混成軍だった。また隊名としては「甲陽鎮撫隊」が広く知られているものの、同時代の史料には認められない。「甲陽鎮撫隊」の初出は明治32年発行の『旧幕府』第3巻第7号に掲載された「柏尾の戦」で、その後、これを典拠に子母澤寛が『新選組始末記』で書いて知られるようになった。「柏尾の戦」は元新選組隊士の結城無二三の体験談を長男の結城禮一郎が筆記したものだが、内容には多くの疑問点が指摘されており、そもそも結城無二三が新選組に在籍していたことすら疑問視されている（詳しくは「結城無二三#生涯」参照）。ただ、新選組の後援者で甲州勝沼の戦いにも「春日隊」を組織して参加した佐藤彦五郎が記した「佐藤彦五郎日記」に「鎮撫隊」と記されている他、旧幕府軍の進軍ルートに当たる宿場役人の書状にも「鎮撫隊」と記されていることから少なくとも「鎮撫隊」と名乗っていたことは裏付けられる。その上に「甲陽」と冠したのは結城無二三の創作なのかどうかは不明。ただし、甲州にゆかりの『甲陽軍鑑』に因んで付けられた可能性はある。

### 進軍
3月1日、江戸城鍛冶橋屋敷を出陣した旧幕府軍は、隊長・近藤勇（この時は若年寄格となり、名を大久保剛と改めていた）の出生地である上石原宿を通過し、府中宿で一泊。翌2日に副長・土方歳三（こちらも寄合席格となり、名を内藤隼人と改めていた）の出生地である日野宿を通過し、八王子宿で昼食、夜には相模国の与瀬宿に到達。そして3日に甲斐国に入り、上野原宿で昼食を取った後、猿橋宿に一泊した（以上の行軍スケジュールは「佐藤彦五郎日記」に依る）。
この間の近藤らの様子について子母澤寛は『新選組始末記』で「勇の出生地上石原も、土方の石田村も街道筋である。言わば多摩の壮士が大名になったのだから、歓迎又歓迎、泊まっては飲み飲んでは泊り」と描写している。しかし、「佐藤彦五郎日記」によれば、旧幕府軍は隊長の出生地である上石原宿も副長の出生地である日野宿も通過しており、そこでは酒宴はおろか昼食も取っていない。また、江戸出発から3日目には甲斐国に足を踏み入れているわけで、とても「泊まっては飲み飲んでは泊り」という状況ではなかったことが裏付けられる。ただ、上石原で近藤が地元の歓迎を受けたのは事実で、上石原の古老の話として「近藤は出発の際、歓迎に感謝したのと見送りの人々への礼儀として、上石原宿を出るまでは駕籠に乗らずに徒歩で行った」という。
こうして、あえて地元にも足を留めず、目的地である甲府をめざした旧幕府軍だったが、4日、花咲宿で昼食を取っている最中、新政府軍が明日には甲府に到着する模様との情報がもたらされ、急ぎ駒飼宿まで向かうと新政府軍は既に昨日の時点で甲府に到着していたことが判明。さらに5日には新政府軍は甲府城への入城も果たしていることが判明した。この事態に土方は早駕籠にて帰府。これは援軍要請のためだったとされる。また、一計を案じた近藤は甲府町奉行の若菜三男三郎に書簡を出し、「自分は甲府城の取り締りを命じられ、鎮撫隊として当地に来たが、新政府軍がすでに入城していた。突然甲府に乗り込んでは不敬になり、また我々は新政府軍に抵抗する気は毛頭ないので、若菜の計らいで、しばらく新政府軍の進軍をやめるよう新政府軍の大将に申し出てほしい」と依頼。これは、新政府軍を油断させ、戦闘準備の時間稼ぎをするためだったとされる。
なお、永倉新八は勝沼に着いた時点で総員を点呼したところ「馬丁を合わせて僅に百二十一人、この小勢を以て雲霞のやうに押寄する官軍に対抗すべくもあらぬ」と書いており、これが事実ならば出陣時よりも数が減っていることになる。

### 柏尾山への布陣
決戦に備え、近藤は旧幕府軍を2つに分け、佐藤彦五郎が率いる春日隊は岩崎山の山腹に陣を張った。一方、近藤率いる本隊は勝沼の東端柏尾坂上に陣を構えた。この際、1つのエピソードがある。近藤らが陣を構えた柏尾山には創建が養老2年（718年）と伝わる真言宗の古刹・大善寺がある。この大善寺の住職・箕田行守は自ら旧幕府軍本陣を訪ね近藤に「戦争となっても大善寺は壊さないようにして貰いたい」と嘆願するも近藤は「よしよし」と生返事を繰り返すばかりでハッキリとした言質を与えることはなかったという。しかし、いざ合戦となるや近藤は大善寺の直下の柏尾集落は焼き払ったものの、大善寺は焼かなかった。また新政府軍が柏尾山の高所から砲撃しても応戦しなかった。そのため、左甚五郎作とされる薬師堂（現・国宝）も行基作とされる薬師如来像（現・重要文化財）も焼失を免れた。こうした経緯を踏まえ、住職は、あの生返事に思われた近藤の「よしよし」には金鉄の重みがあったとことあるごとに語って聞かせたという。

## 合戦
こうして両軍が態勢を整える中、3月6日（太陽暦3月29日）12時頃、柏尾坂附近で旧幕府軍が新政府軍に対して発砲したことを発端として戦闘が始まった。しかし、旧幕府軍は地理嚮導役兼大砲差図役を勤めていた結城無二三が近村を回って募兵活動を行っていたため適切な指示が行なえず、散弾と榴弾の弾を間違えるなどの初歩的なミスを犯した。また旧幕府軍は徳川家から提供された大砲6門のうち2門しか運ばなかったため、絶対的火力に差がある状態だった。こうしたことなどから戦闘は新政府軍の優勢で推移した。ただし、白兵戦では旧幕府軍が攻勢に転じた場面もあったとされる。これは合戦当時、勝沼村柏尾に住んでいた野田市右衛門が明治末年頃に著したとされる「柏尾坂戦争記」に記しているもので、近藤らが抜刀して敵陣に斬り込んでから新政府軍の反転攻勢に遭い敗走するまでの経緯は次のようなものである。
その後、谷隊は近藤らの背後より発砲。前後ならびに岩崎山の三方から攻撃され、さしもの近藤もここに進退に窮することに。そんな中、彦根藩士・佐々木一が敵中に斬り込み血路を開き、辛うじて新政府軍の包囲を突破したとされる。
こうして戦いは14時頃には終了。旧幕府軍は山中を隠れながら江戸へ敗走した。西郷隆盛は板垣退助と河田佐久馬（鳥取藩・山国隊隊長）に宛てた書状で次のようにその勝利を祝している。

## 合戦の評価
幕府直轄領として江戸幕府の圧政に苦しめられていた領民は、甲州勝沼の戦いで旧幕府軍に対し鮮やかに勝利した迅衝隊に驚喜した。さらにその総督・板垣退助が、板垣信方の子孫であると知れると「流石名将板垣駿河守の名に恥じぬ戦いぶりだ」と感心し「武田家旧臣の武田家遺臣が甲府に帰ってきた」と大歓迎した。さらに甲斐国内の武田家遺臣の子孫で帰農した長百姓、浪人、神主らが、板垣ら率いる官軍への協力を志願。これらの諸士を集め「断金隊」や「護国隊」が結成される。結成式は武田信玄の墓前で恭しく行われ、迅衝隊の進軍を追いかけた。このように板垣の復姓は、甲斐国民心の懐柔に絶大な効力を発揮したばかりではなく、迅衝隊が江戸に進軍する際、武田遺臣が多く召抱えられた八王子（八王子千人同心）を通過する際も同様に絶大な効力を発揮した。脱走者が相次いだ旧幕府軍と比較し、新政府軍の戦略は銃器の新旧や練兵度など以前に心理戦としても巧みであったと評されている。

## 史跡・記録
現在の甲州街道沿いには古戦場跡や墓所などが残されている。迅衝隊で活躍し、軍人としての道を貫いた谷干城、キリスト教伝道師となった片岡健吉や山田平左衛門がこれらの戦闘で戦った。また、迅衝隊士・宮地團四郎は『宮地團四郎日記』で甲州勝沼の戦いについて記している他、一町田中村出身の新選組隊士でやはりキリスト教伝道師となった結城無二三は軍監として合戦を見聞しており、後にその体験談を長男の結城禮一郎が筆記し「柏尾の戦」として発表している。さらに、山梨県では甲州勝沼の戦いを記した『甲府大功記』が成立し、月岡芳年による戦争画も描かれた。鎮撫隊が放った不発弾も現存している。